# Etan Liwni
Etan Liwni (hebr.: לבני איתן, ang.: Eitan Livni, ur. 1919 w Grodnie, zm. 27 grudnia 1991) – izraelski polityk, w latach 1974–1984 poseł do Knesetu z listy Likudu.
W wyborach parlamentarnych w 1973, pierwszy raz dostał się do izraelskiego parlamentu. Zasiadał w Knesetach VIII, IX i X kadencji.